# NGC 3900
NGC 3900 ist eine linsenförmige Galaxie vom Hubble-Typ S0/a im Sternbild Löwe, die schätzungsweise 79 Millionen Lichtjahre von der Milchstraße entfernt ist. 
Die Galaxie wurde am 6. April 1785 von dem Astronomen William Herschel mit seinem 18,7-Zoll-Spiegelteleskop entdeckt.

## NGC 3900-Gruppe (LGG 252)
| Galaxie   | Alternativname | Entfernung/Mio. Lj |
| --------- | -------------- | ------------------ |
| NGC 3900  | PGC 36914      | 79                 |
| NGC 3899  | PGC 36979      | 78                 |
| PGC 36932 | UGC 6791       | 82                 |